# Réforme constitutionnelle égyptienne de 1980
 (octobre 2023).
Si vous disposez d'ouvrages ou d'articles de référence ou si vous connaissez des sites web de qualité traitant du thème abordé ici, merci de compléter l'article en donnant les références utiles à sa vérifiabilité et en les liant à la section « Notes et références ».
La Réforme constitutionnelle égyptienne de 1980 a eu lieu sous le mandat d'Anouar el-Sadate en 1980. Elle a entre autres inscrit la charia dans la Constitution de 1971 et supprimé la limite de mandat. Elle a été approuvée par référendum.